# I. Péter moszkitó király
I. Péter 1729-től 1739-ig volt a Moszkitó Királyság uralkodója.

## Élete
Péter 1729-ben szerezte meg országa trónját bátyja, II. Jeremiás halála után. Hivatalos feljegyzések szerint a kormányzó is ekkor halt meg, emiatt polgárháború tört ki Péter és unokaöccsei között. Az ezt lezáró egyezmény keretében Péter maradhatott az uralkodó, de fiúörökös híján legidősebb unokaöccse (Eduárd) fogja örökli a trónt. A belpolitika stabilitása érdekében két kormányzót is kineveztek, egyet-egyet északon és délen (előbbit tábornoknak nevezték a hivatalos iratokban). Halála után öröklési rendeletét betartották, így Eduárd lett a törvényes király.